# Hungarian Grand Prix 2021 - Qualificazioni singolare
Le qualificazioni del singolare del Hungarian Grand Prix 2021 sono state un torneo di tennis preliminare per accedere alla fase finale della manifestazione. Le vincitrici dell'ultimo turno sono entrate di diritto nel tabellone principale. In caso di ritiro di una o più giocatrici aventi diritto, a questi sono subentrati i Lucky loser, ossia le giocatrici che hanno perso nell'ultimo turno ma che avevano una classifica più alta rispetto alle altre partecipanti che avevano comunque perso nel turno finale.

## Teste di serie
1. Jaqueline Cristian (qualificata)
2. Olga Danilović (qualificata)
3. Cristina Bucșa (ultimo turno)
4. Lara Arruabarrena (primo turno)
5. Katie Volynets (primo turno)
6. Julia Grabher (qualificata)

1. Tereza Mrdeža (qualificata)
2. Martina Di Giuseppe (ultimo turno)
3. Ekaterine Gorgodze (qualificata)
4. Jamie Loeb (ultimo turno)
5. Katharina Gerlach (primo turno)
6. Kateryna Bondarenko (primo turno)

### Qualificate
1. Jaqueline Cristian
2. Olga Danilović
3. Tereza Mrdeža

1. Paula Ormaechea
2. Ekaterine Gorgodze
3. Julia Grabher

## Tabellone

### Legenda
| - Q = Qualificato - WC = Wild card - LL = Lucky loser | - ALT = Alternate - SE = Special Exempt - PR = Protected Ranking | - w/o = Walkover - r = Ritirato - d = Squalificato |

### Sezione 1
|  | Primo turno | Primo turno         | Primo turno | Primo turno | Primo turno |  |  | Ultimo turno | Ultimo turno        | Ultimo turno | Ultimo turno | Ultimo turno |  |
|  |             |                     |             |             |             |  |  |              |                     |              |              |              |  |
|  | 1           | Jaqueline Cristian  | 1           | 6           | 6           |  |  |              |                     |              |              |              |  |
|  | WC          | Fanny Stollár       | 6           | 1           | 2           |  |  | 1            | Jaqueline Cristian  | 6            | 4            | 7            |  |
|  |             | Carolina Alves      | 4           | 7           | 4           |  |  | 8            | Martina Di Giuseppe | 1            | 6            | 63           |  |
|  | 8           | Martina Di Giuseppe | 6           | 5           | 6           |  |  |              |                     |              |              |              |  |

### Sezione 2
|  | Primo turno | Primo turno               | Primo turno               | Primo turno | Primo turno |  |  | Ultimo turno | Ultimo turno          | Ultimo turno | Ultimo turno | Ultimo turno |  |
|  |             |                           |                           |             |             |  |  |              |                       |              |              |              |  |
|  | 2           | Olga Danilović            | Olga Danilović            | 6           | 6           |  |  |              |                       |              |              |              |  |
|  |             | Irene Burillo Escorihuela | Irene Burillo Escorihuela | 4           | 3           |  |  | 2            | Olga Danilović        | 6            | 3            | 6            |  |
|  |             | Miriam Bianca Bulgaru     | 6                         | 4           | 6           |  |  |              | Miriam Bianca Bulgaru | 3            | 6            | 3            |  |
|  | 11          | Katharina Gerlach         | 3                         | 6           | 2           |  |  |              |                       |              |              |              |  |

### Sezione 3
|  | Primo turno | Primo turno         | Primo turno      | Primo turno | Primo turno |  |  | Ultimo turno | Ultimo turno   | Ultimo turno   | Ultimo turno | Ultimo turno |  |
|  |             |                     |                  |             |             |  |  |              |                |                |              |              |  |
|  | 3           | Cristina Bucșa      | 6                | 5           | 6           |  |  |              |                |                |              |              |  |
|  | WC          | Dorka Drahota Szabo | 3                | 7           | 0           |  |  | 3            | Cristina Bucșa | Cristina Bucșa | 4            | 62           |  |
|  | WC          | Natália Szabanin    | Natália Szabanin | 4           | 2           |  |  | 7            | Tereza Mrdeža  | Tereza Mrdeža  | 6            | 7            |  |
|  | 7           | Tereza Mrdeža       | Tereza Mrdeža    | 6           | 6           |  |  |              |                |                |              |              |  |

### Sezione 4
|  | Primo turno | Primo turno         | Primo turno         | Primo turno | Primo turno |  |  | Ultimo turno | Ultimo turno    | Ultimo turno    | Ultimo turno | Ultimo turno |  |
|  |             |                     |                     |             |             |  |  |              |                 |                 |              |              |  |
|  | 4           | Lara Arruabarrena   | Lara Arruabarrena   | 2           | 2           |  |  |              |                 |                 |              |              |  |
|  |             | Victoria Duval      | Victoria Duval      | 6           | 6           |  |  |              | Victoria Duval  | Victoria Duval  | 63           | 2            |  |
|  |             | Paula Ormaechea     | Paula Ormaechea     | 6           | 6           |  |  |              | Paula Ormaechea | Paula Ormaechea | 7            | 6            |  |
|  | 12          | Kateryna Bondarenko | Kateryna Bondarenko | 2           | 3           |  |  |              |                 |                 |              |              |  |

### Sezione 5
|  | Primo turno | Primo turno          | Primo turno | Primo turno | Primo turno |  |  | Ultimo turno | Ultimo turno         | Ultimo turno | Ultimo turno | Ultimo turno |  |
|  |             |                      |             |             |             |  |  |              |                      |              |              |              |  |
|  | 5           | Katie Volynets       | 65          | 6           | 3           |  |  |              |                      |              |              |              |  |
|  |             | Andrea Lázaro García | 7           | 1           | 6           |  |  |              | Andrea Lázaro García | 6            | 3            | 2            |  |
|  |             | Anna Bondár          | 63          | 6           | 3           |  |  | 9            | Ekaterine Gorgodze   | 3            | 6            | 6            |  |
|  | 9           | Ekaterine Gorgodze   | 7           | 4           | 6           |  |  |              |                      |              |              |              |  |

### Sezione 6
|  | Primo turno | Primo turno         | Primo turno         | Primo turno | Primo turno |  |  | Ultimo turno | Ultimo turno  | Ultimo turno  | Ultimo turno | Ultimo turno |  |
|  |             |                     |                     |             |             |  |  |              |               |               |              |              |  |
|  | 6           | Julia Grabher       | Julia Grabher       | 6           | 6           |  |  |              |               |               |              |              |  |
|  | WC          | Amarissa Kiara Toth | Amarissa Kiara Toth | 3           | 4           |  |  | 6            | Julia Grabher | Julia Grabher | 6            | 6            |  |
|  |             | Zuzana Zlochová     | Zuzana Zlochová     | 5           | 3           |  |  | 10           | Jamie Loeb    | Jamie Loeb    | 0            | 3            |  |
|  | 10          | Jamie Loeb          | Jamie Loeb          | 7           | 6           |  |  |              |               |               |              |              |  |